# Paolo Giustiniani Moneglia
Paolo Giustiniani Moneglia (Genova, 1506 – Genova, 1586) fu il 67º doge della Repubblica di Genova.

## Biografia

Stemma nobiliare dei Moneglia

Non ben documentate o pressoché scarne le notizie biografiche sulla figura di Paolo Giustiniani Moneglia, la cui famiglia principale era originaria di Moneglia, località del levante ligure; tuttavia, si presuppone che il futuro doge nacque a Genova intorno al 1506. Il ramo familiare assunse il secondo cognome Giustiniani con l'iscrizione nell'Albergo della nobiltà genovese dopo la riforma istituzionale voluta dall'ammiraglio Andrea Doria nel 1528.
Forse esponente della nobiltà "nuova", contrapposta alla nobiltà "vecchia", il nome di Paolo Giustiniani Moneglia comparve tra i rappresentanti dello stato genovese per la prima volta nel 1545 quando gli fu affidato l'incarico di commissario nell'isola-colonia di Corsica. Richiamato di lì a poco nuovamente a Genova partecipò in prima persona contro la congiura di Gianluigi Fieschi nel 1547. Fu ancora inviato nell'isola corsa e, di ritorno nel capoluogo ligure, ricoprì le cariche, rispettivamente, di governatore e procuratore della Repubblica (1559) e quella di ambasciatore presso la corte di papa Pio IV.
Fu eletto il 6 ottobre del 1569 nuovo doge della Repubblica di Genova, il ventiduesimo dalla riforma biennale e il sessantasettesimo nella storia repubblicana. Il suo mandato biennale fu caratterizzato da periodi di contrasti tra le due principali fazioni nobiliari e da episodi di carestia che costrinsero il doge e il Senato a cercare nuove fonti di approvvigionamento. Tra la sua gestione "sopra le parti", nonostante appartenesse alla nobiltà cosiddetta "nuova", suggerì pure la nomina nel 1570 di Alessandro Sauli quale vescovo della diocesi di Aleria (Alta Corsica).
Terminato il mandato dogale il 6 ottobre 1571, Paolo Giustiniani Moneglia continuò a servire lo Stato genovese fino alla sua morte, che avvenne a Genova nel 1586. Il suo corpo venne tumulato all'interno della chiesa di Santa Maria di Castello.
Sposato con Settimia Invrea - figlia del futuro doge Silvestro Invrea (1617) - ebbe una figlia, Caterina.